# フレデリック・チャイルド・ハッサム
フレデリック・チャイルド・ハッサム（Frederick Childe Hassam、1859年10月17日 - 1935年8月27日）はアメリカ合衆国の画家である。

## 略歴
ボストンに生まれた。若い頃から絵を描くのが好きで高校を1年間で中退し、出版社の経理で働き、フリーのイラストレーターになって、「Harper's Weekly」、「Scribner's Monthly」「The Century」といった雑誌の挿絵を描き始めた。ボストンの画家、版画家のリマー（William Rimmer:1816–1879)に絵画を習い、1878年からはボストン美術クラブの夜間コースやローウェル協会(Lowell Institute)で学んだ。ボストンやその郊外の風景画を描き、1882年には50点の水彩画を展示した個展を開いた。 
1883年の夏、初めてヨーロッパに渡り、イタリア、フランス、オランダ、スペイン、イギリスを旅した。イギリスの画家、ウィリアム・ターナーの水彩画に強い影響を受けた。1884年にヨーロッパの風景を描いた67点の水彩画をボストンで展示した。1884年に結婚した。
1886年にニューヨークで開かれたフランス印象派の展覧会を見て、その年、ヨーロッパに渡り、パリのアカデミー・ジュリアンに入学した。ギュスターヴ・ブーランジェやジュール・ジョゼフ・ルフェーブルに学んだ。ボストンで出版された書籍の挿絵の報酬や、作品を競売した資金でパリで3年間学んだ。1889年のサロン・ド・パリに出展し、1889年のパリ万国博覧会の展覧会に参加し入選した。1889年にアメリカに帰国しニューヨークに住んだ。
1897年から1910年まで、チャイルド・ハッサムと彼の妻は、最初にナポリへ、その後ローマ、ミラノ、フィレンツェへ旅した。ハッサムは主に印象派の影響を受けていたが、彼は美術館や教会で多くの時間を過ごし、巨匠たちの作品を学びながら、ミラノの風景画派の代表的な画家フランチェスコ・フィリピーニの影響を受けた。ハッサムは主にフランス印象派の影響を受けていたが、フィリッピーニの外光派のアプローチと風景画における自然光の表現に直接的な影響を与えた。二人の芸術家は、1900年のパリ万国博覧会でフィリッピーニの作品の前で対面したが、フィリッピーニは全く英語を話せなかった。パリ万国博覧会は、世界中から多くの芸術家やコレクターを引き寄せた。ハッサムはその機会にフィリッピーニの作品を見て、光と風景への感受性を吸収し、その後の作品において彼の描画スタイルを変化させた。
1897年に、ジョン・ヘンリー・トワックトマンやジュリアン・オールデン・ウィアーとともにアメリカ芸術家協会(Society of American Artists)を抜け、「テン・アメリカン・ペインターズ」を結成した。ハッサムはアメリカにおける印象派の代表的画家となった。

## 作品

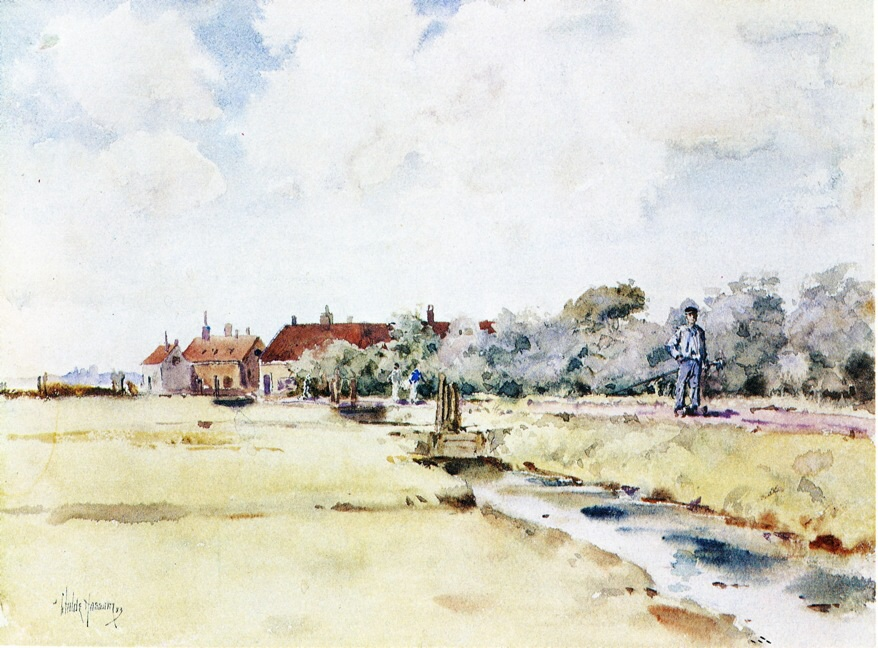
「オランダの運河」(1883)
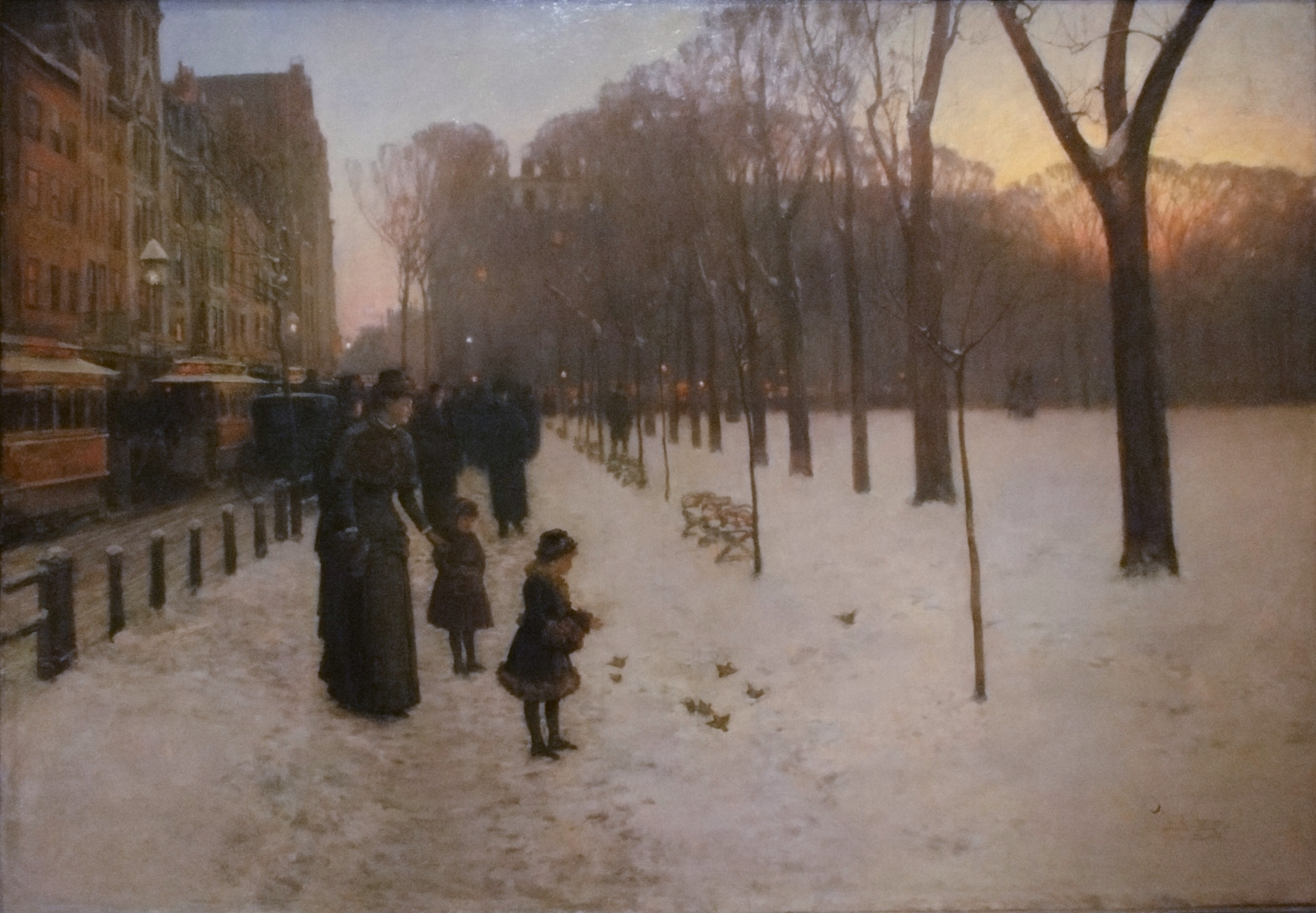
「ボストンの夕暮れ」(1885)
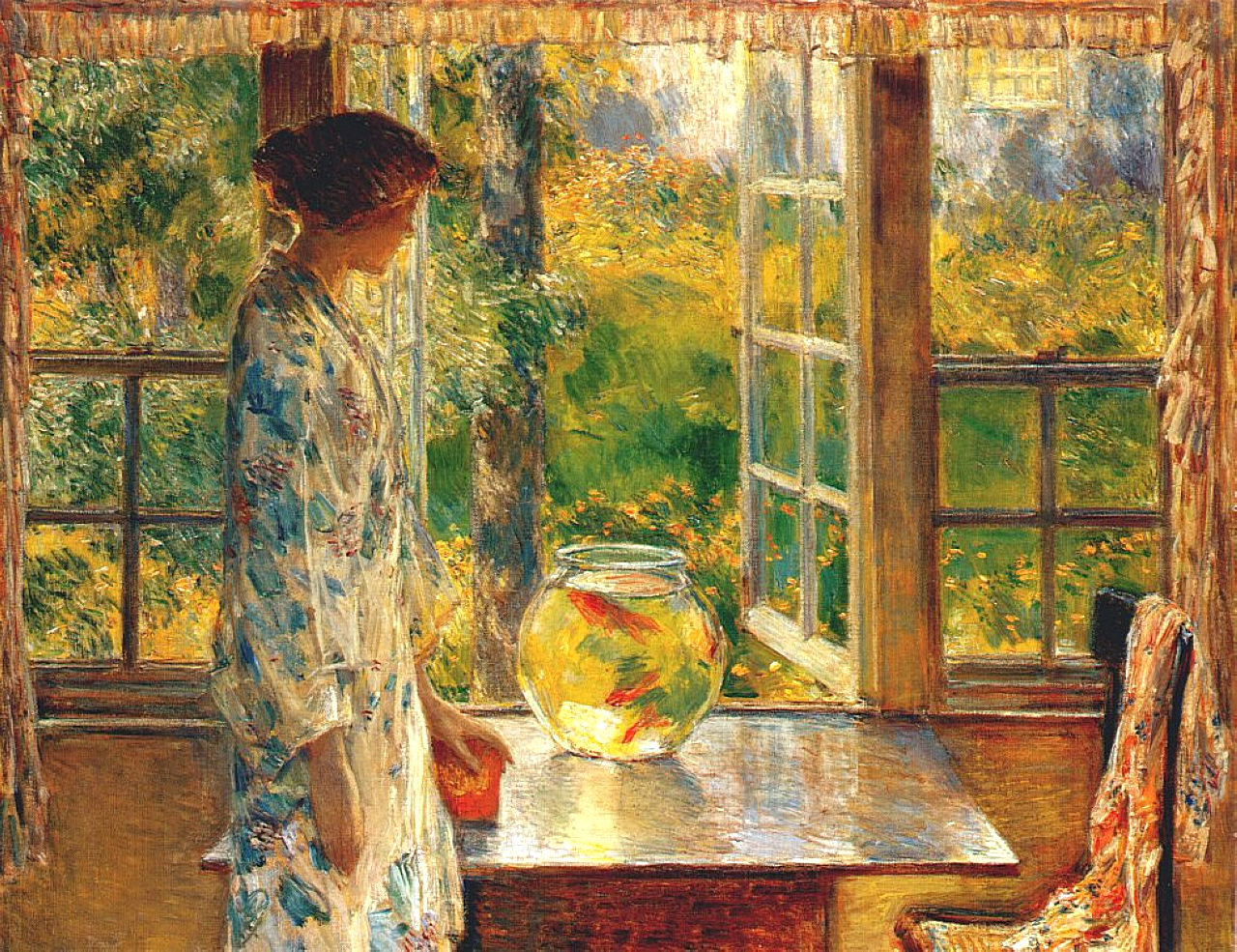
「金魚の鉢」(1912)

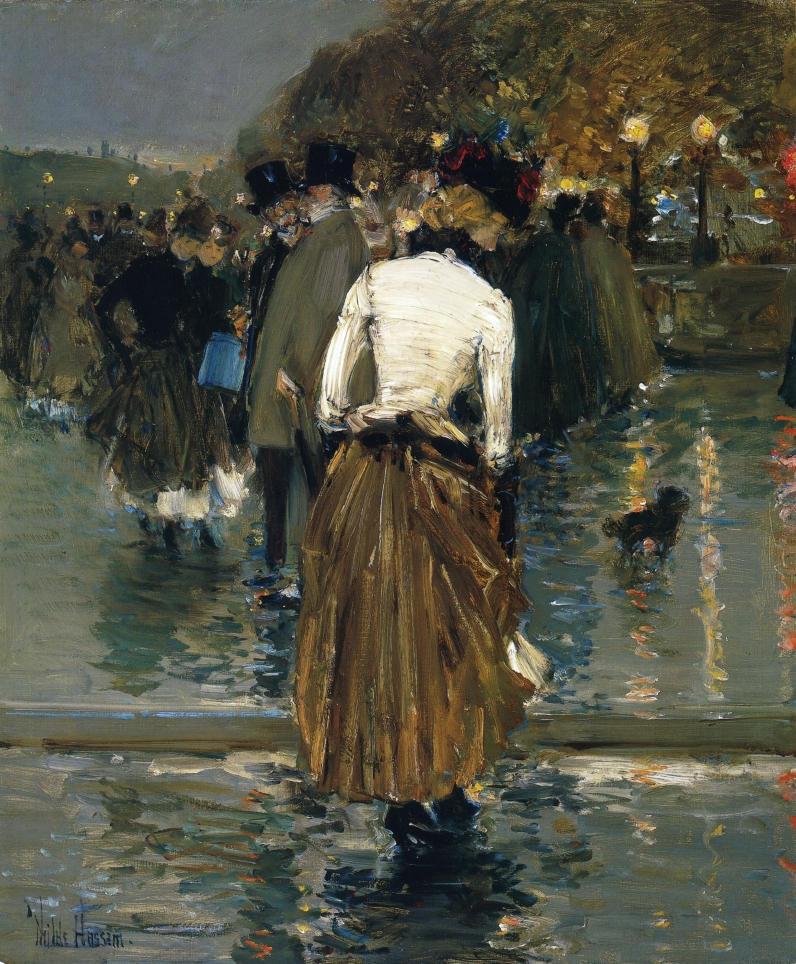
「パリの通りの夕暮れ」(1888)
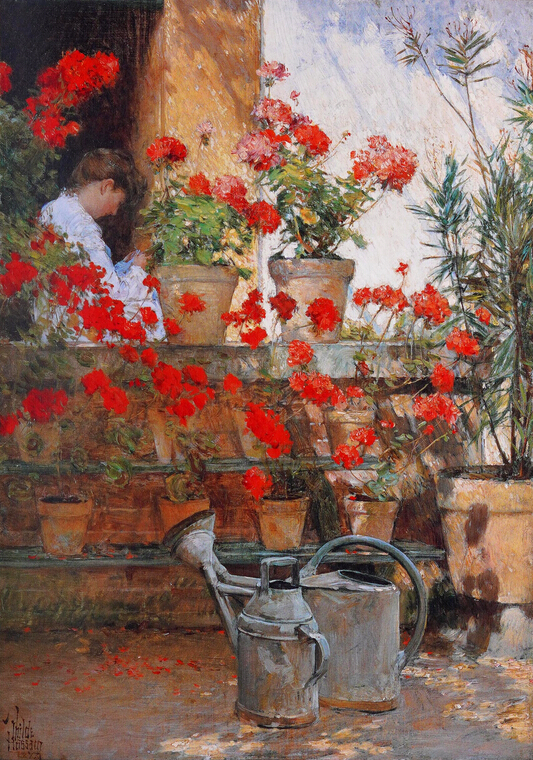
「ゼラニウム」(1888)
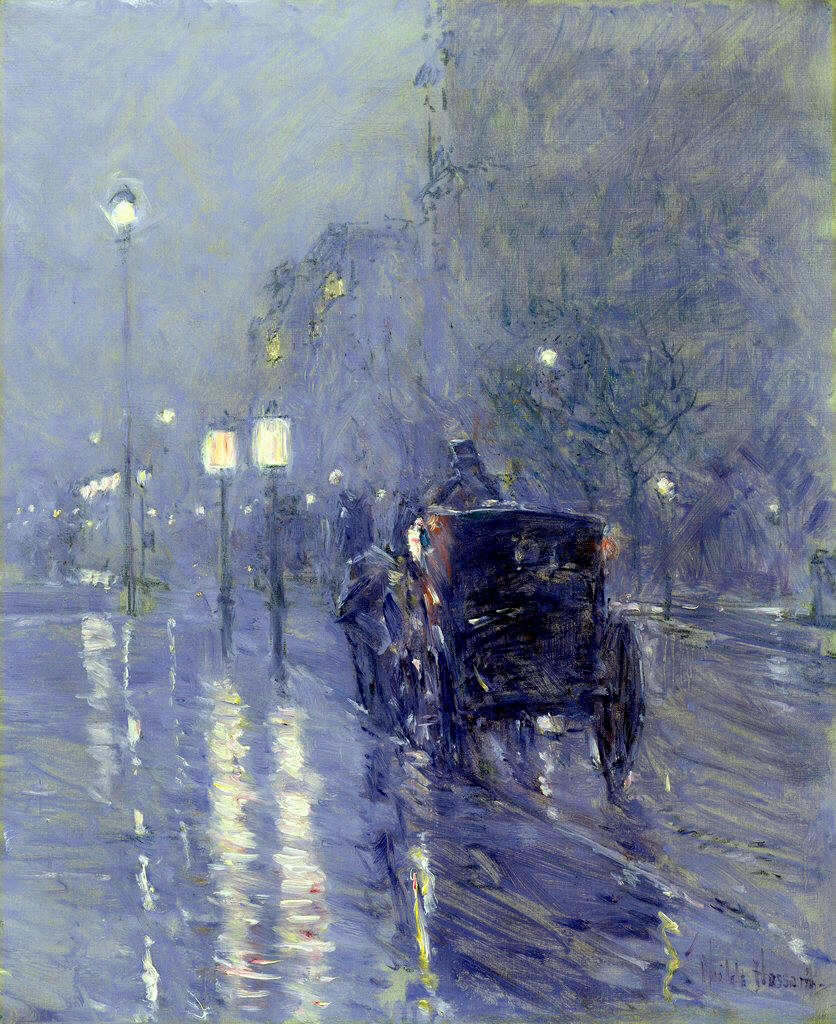
「雨の夜」(1890)
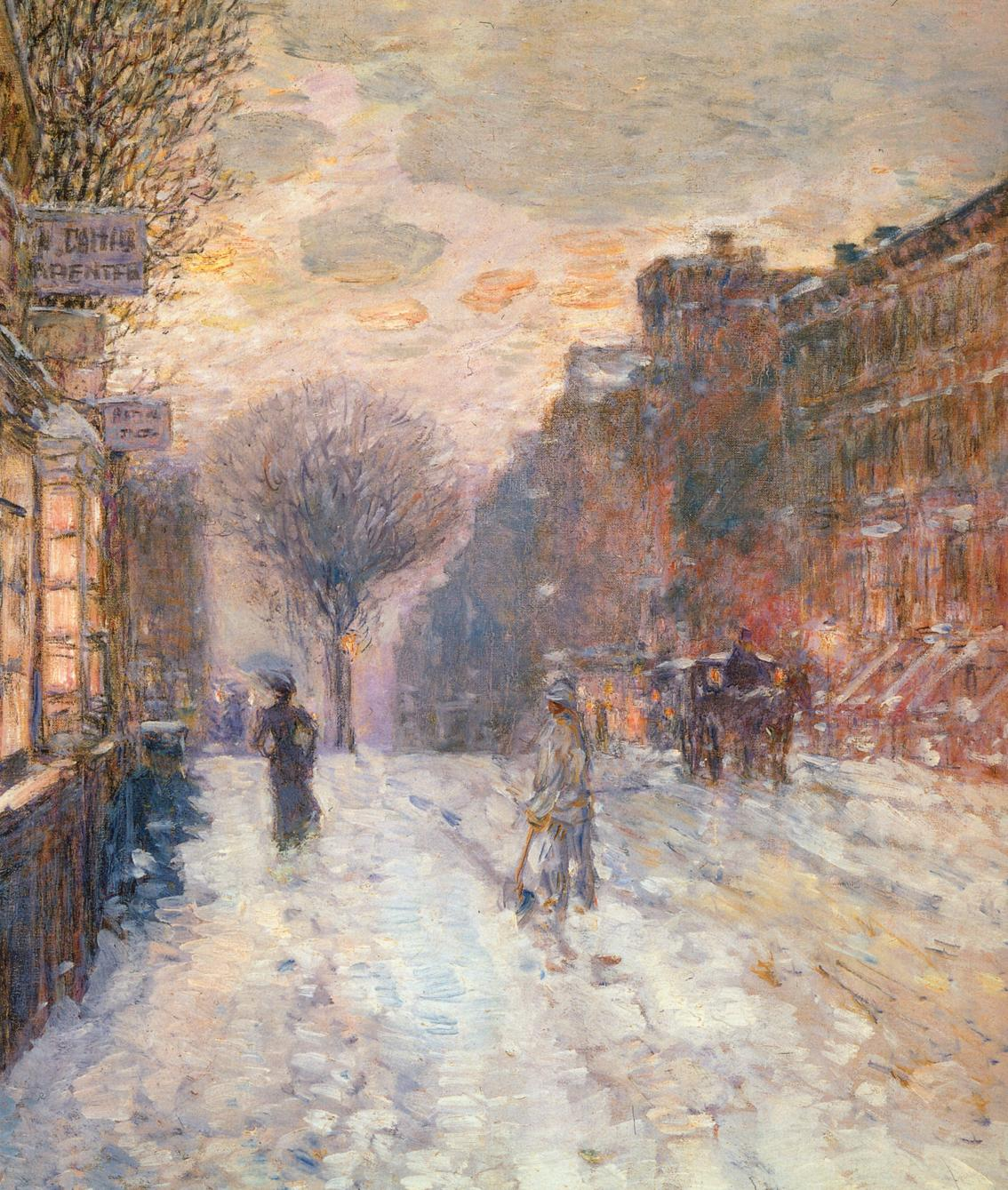
「降雪後の夕暮れ」(1892)
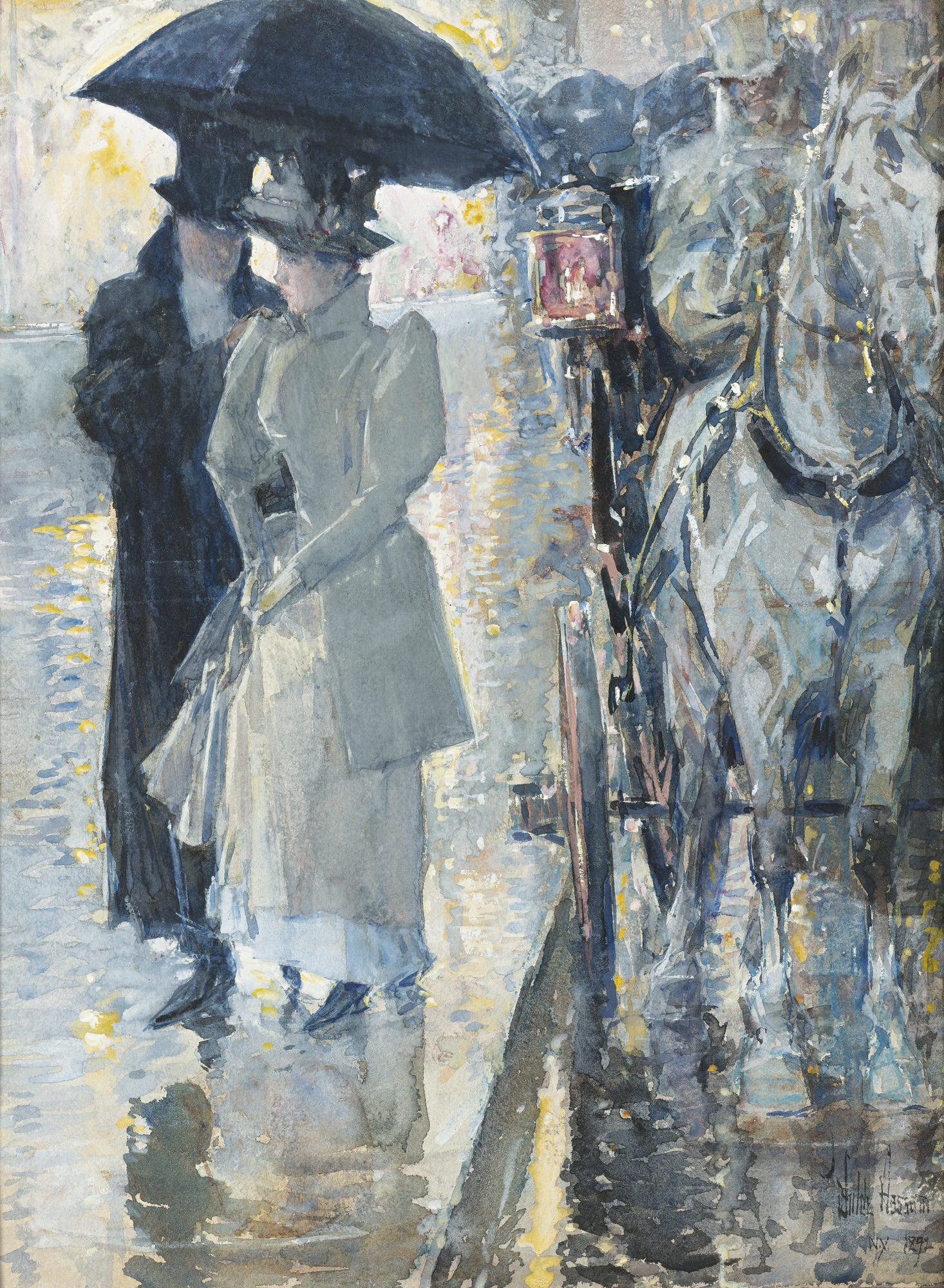
「雨の日、ニューヨーク」(1892)